# یلانیش (شهرستان سالاواتسکی، باشقیرستان)
یلانیش (انگلیسی: Yelanysh, Salavatsky District, Republic of Bashkortostan) یک شهرک در شهرستان سالاواتسکی استان باشقیرستان کشور روسیه است.